# Prisión Verde
Prisión Verde es una novela del escritor hondureño Ramón Amaya Amador.
Es una novela de realismo socialista en la que se describen las condiciones de vida en las plantaciones bananeras de la Standard Fruit Company al norte de Honduras (Bajo Aguán), durante tiempos de la dictadura de Tiburcio Carías Andino.

## Personajes
- Míster Still: era dueño de la plantación bananera a la que llega a trabajar Martín Samayoa.
- Martín Samayoa: fue un terrateniente que vendió sus tierras, quien posteriormente lo pierde todo y regresa a trabajar como asalariado a una plantación bananera.
- Soledad: era una mujer joven, de muy bonita sonrisa, de silueta muy parecida y que tenía a Máximo embelesado.
- Juana
- Lucio Pardo: Era un hombre mayor, esposo de Plácida y padre de Catuca. Es un obrero en la plantación desempeñando diferentes actividades, este es de carácter brusco, violento, soberbio quien ha vivido por muchos años en los campos bananeros, y conocía la historia sangrienta y tremenda del trabajador de la costa norte.

- Catuca Pardo: Hija de Lucio
- Máximo Luján: Personaje principal de la obra. Campesino regador de veneno (caldo bordelés) que por sus conocimientos e ideas era respetado y querido entre los campeños.

- Míster Benítez: Capataz de la finca. Aunque es hondureño, finge acento gringo
- Míster Jones
- Braulio
- Profesor Cherara
- Míster Foxter

## Sinopsis
El libro narra sobre las experiencias de los habitantes en los campos bananeros, ya que el sueldo recibido gracias a la venta de sus tierras a la Standard Fruit Company, no fue suficiente para pagar sus gastos, lo que resulta tener que ir a trabajar en los campos bananeros, para pagar sus deudas, en un ambiente capitalista e inhumano.Los gringos que eran sus jefes los maltrataban,a las esposas de sus trabajadores si les parecían bonita las maltrataban y abusaban de ellas.